# Burg Abbach

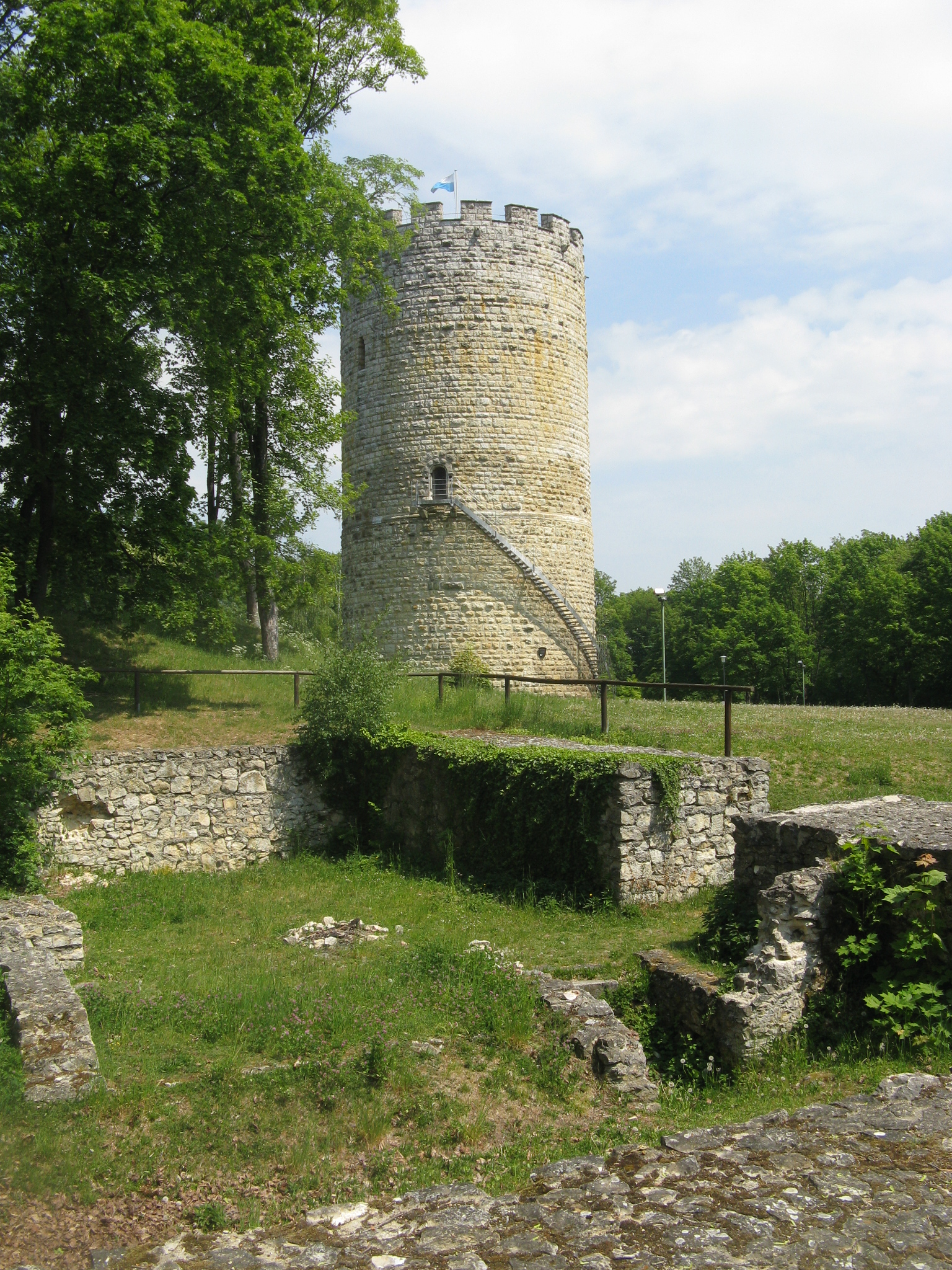
Burg Abbach, sog. Heinrichsturm

Die Burg Abbach (mit dem sogenannten Heinrichsturm, im Volksmund auch Hungerturm genannt) sind die Reste einer Höhenburg im Markt Bad Abbach im niederbayerischen Landkreis Kelheim von Bayern (Schlossberg). Die Anlage wird als Bodendenkmal unter der Aktennummer  	D-2-7038-0138 im Bayernatlas als „untertägige mittelalterliche und frühneuzeitliche Befunde im Bereich des Schlossberges von Bad Abbach“ geführt. Ebenso ist sie unter der Aktennummer D-2-73-116-16 als denkmalgeschütztes Baudenkmal von Bad Abbach verzeichnet.

## Geschichte

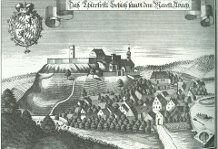
Burg Abbach nach einem Stich von Michael Wening von 1721

Vermutet wird, dass bereits die Bajuvaren auf den Resten eines römischen Kastells hier eine Befestigungsanlage errichtet hatten, allerdings gibt es darüber keine Belege. Urkundlich wird die Burg Ahabach erstmals am 6. Mai 973 erwähnt.
Die Burg Abbach wird mit der Vermutung in Verbindung gebracht, dass hier Kaiser Heinrich II. geboren sei. Für diese Behauptung lassen sich aber keine historischen Quellenbelege finden. Richtig ist hingegen, dass dieser Kaiser am 1. November 1007 diesen Ort dem von ihm gegründeten Bistum Bamberg schenkte, wobei Bischof Otto das nach dem Tode des bambergischen Lehensträgers Friedrich von Pettendorf erledigte Lehen Abbach für das von ihm 1107 gegründete Kloster Prüfening zur Verfügung stellte. 1183 wurde hier ein Gerichtstag der Grafen von Abensberg abgehalten, wobei unklar ist, worauf diese Ansprüche beruhten. Das Vogteirecht über das Kloster Prüfening besaßen die Grafen von Bogen und nach deren Aussterben 1242 die Wittelsbacher. Das Schloss Abbach wurde von den Wittelsbachern um 1200 (eventuell aber erst 1224) in Besitz genommen; damals war es den Wittelsbachern auch gelungen, den Donauzoll bei Abbach unter ihre Kontrolle zu bringen. Angeblich war das Schloss von dem Bamberger Bischof bzw. dem Abt von Prüfening bei der Übergabe Abbachs an das Kloster Prüfening zerstört worden. Herzog Ludwig I. ließ dieses aber 1224 wieder aufbauen und entschädigte das Kloster mit Königswiesen bei Regensburg und Matting; die über die Burg bzw. den Burgberg erzielte Einigung wurde am 22. November 1231 durch Papst Gregor X. bestätigt. In der Folge erweiterte der Herzog seinen Besitz im Amt Abbach ganz wesentlich (die Zolleinnahmen waren dafür grundlegend). Die Burg Abbach war Ausgangspunkt für die Entstehung eines Gerichtsbezirkes Abbach, untergliedert in die Hofmarken Schierling und Sandsbach. Vermutlich sollte die Burg auch als Gegengewicht gegenüber den Ausdehnungsbestrebungen des Bischofs von Regensburg dienen.

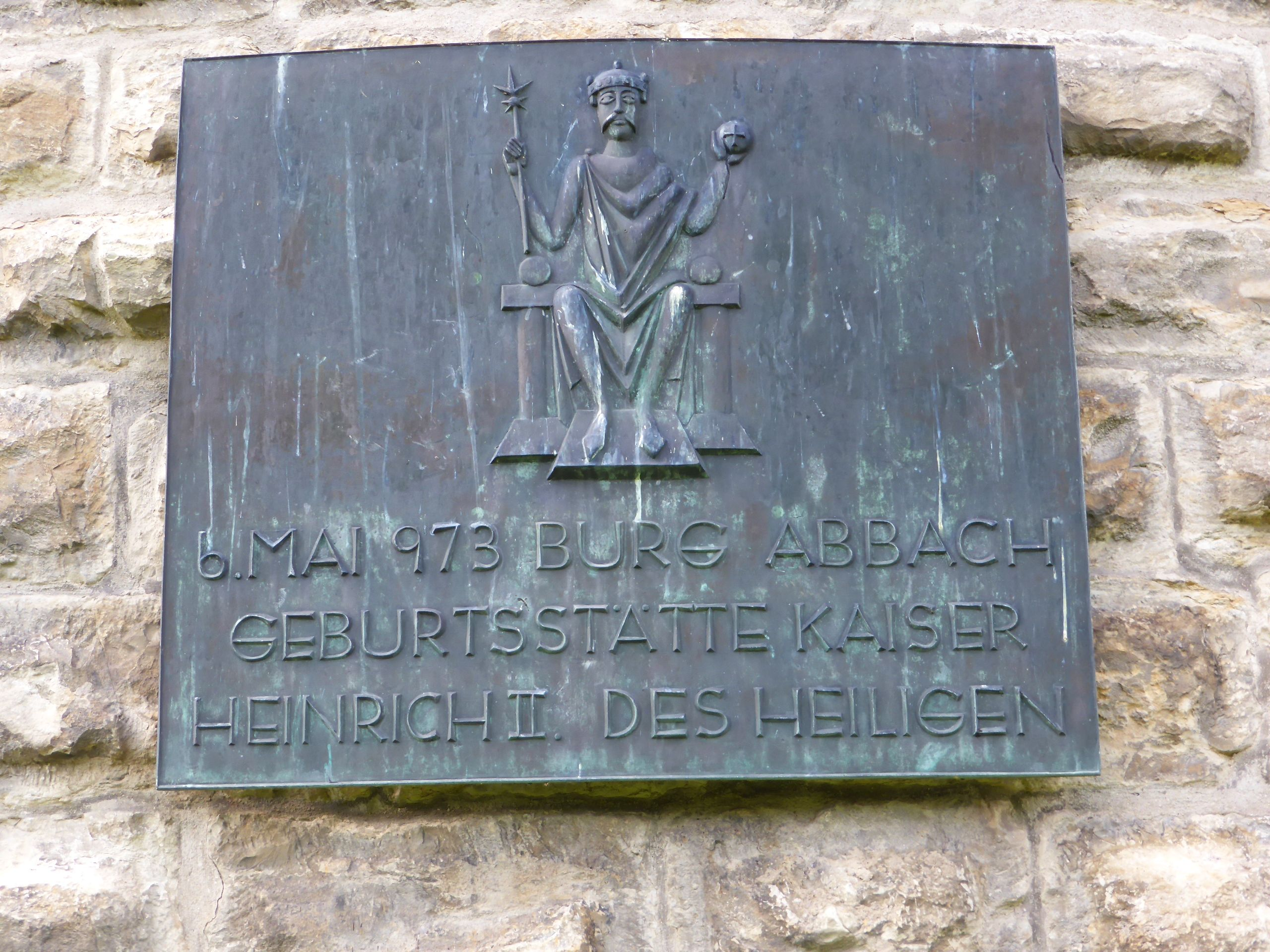
Gedenktafel am Heinrichsturm an die Geburt von Kaiser Heinrich II.

1297 wurde Abbach im Zuge einer Fehde zwischen den bayerischen Herzögen Otto und Stephan mit den Bürgern Regensburgs niedergebrannt. Danach wird das Schloss, das nun nur noch als Wohnung des Pflegers diente, in kleinerem Ausmaße hergestellt. Eventuell besaß Graf Ulrich von Abensberg – vermutlich pfandweise – Abbach ab 1331. In der zweiten Hälfte des 14. Jahrhunderts nahm die Verpfändung Abbachs zu. Am 24. Februar 1344 versetzte Kaiser Ludwig der Bayer seine Feste Abbach als Sicherheit für eine versprochenen Wiedergutmachung an die Stadt Regensburg. Einen Tag später erklärte Heinrich, der alte Gumppenberger, dass Kaiser Ludwig ihm zusammen mit Thomas von Freuntzperch und Arnold von Mässenhausen die Feste Abbach anvertraut habe. Am 13. Juli 1431 verpfändete Herzog Wilhelm von Bayern zum Kauf des Schlosses Neueglofsheim das Schloss Abbach mit Markt, Gericht und allem Zubehör an Michael von Eglofstein. Vom 19. Januar 1474 stammt ein Revers des Leonhard Saller zu Meillenhofen gegenüber Herzog Albrecht, der ihm Schloss, Gericht, Kasten, Maut und Geleit zu Abbach pfandweise überlassen hatte. Am 7. Januar 1486 erfolgte ein gleicher Revers des Hans Paulsdorfer des Jüngeren zur Kurn gegenüber Herzog Albrecht.
1564 wurde eine Vernachlässigung der Ringmauer und der Burg festgestellt. Ein Salbuch von 1586 enthält folgenden Hinweis: Das Schloss habe einen weiten Hof, in der Mitte desselben stehe ein runder Turm, der seit vielen Jahren kein Dach habe, außerdem ein tiefer Schöpfbrunnen, der aber nicht immer Wasser gebe. Die starken Ringmauern seien zum Teil eingefallen, man könne nicht mehr überall herumgehen. Das Wohnhaus sei nicht groß; es habe die Stallung unter der Erde, darauf zwei gewölbte Stuben, Küche und Kammer. Im Geschoss darüber sei ein Kinderstübl, ein weiteres Stübl und eine Kammer mit Bretterwänden. Zuoberst befinde sich ein Getreidekasten.
Im Dreißigjährigen Krieg hatte sich 1632 und 1634 die hiesige Bürgerschaft, Gerichts- und andere umliegende Untertanen mit ihrer Habschaft in das Schloss Abbach geflüchtet und es verteidigt. 1648 wagten sie aber nicht mehr, sich der Gewalt zu widersetzen; die Bürger Abbachs mussten sich ergeben und hohe Kriegssteuern zahlen. 1705 wurde im Spanischen Erbfolgekrieg Abbach den Österreichern kampflos übergeben. Zwischen 1740 und 1745 wurde Abbach in Folge des Österreichischen Erbfolgekriegs mehrmals gebrandschatzt.
Mit der Auflassung des mittlerweile außerhalb der Burg neu erbauten Pflegamts 1803 begannen die Abbrucharbeiten an den Burgbauten; bis 1832 wurden fast alle Bauten bis auf den Bergfried beseitigt. Auch die Schlossmauer wurde großteils abgetragen, obwohl die Weisung bestanden hatte, diese sechs Fuß hoch zu erhalten. Im April 1945 wurde der Heinrichsturm von Bomben getroffen, da sich auf ihm ein Beobachtungsposten der deutschen Wehrmacht befunden hatte. Das Mauerwerk wurde danach nur notdürftig ausgebessert. Am 31. August 1979 stürzte ein Teil des äußeren Mauerwerks ein. In den frühen 1980er-Jahren erfolgte eine Sanierung (Abschluss am 6. Juli 1985) des heute durch eine Stahltreppe über den alten Hocheingang erschlossenen Turms.

Burg Abbach
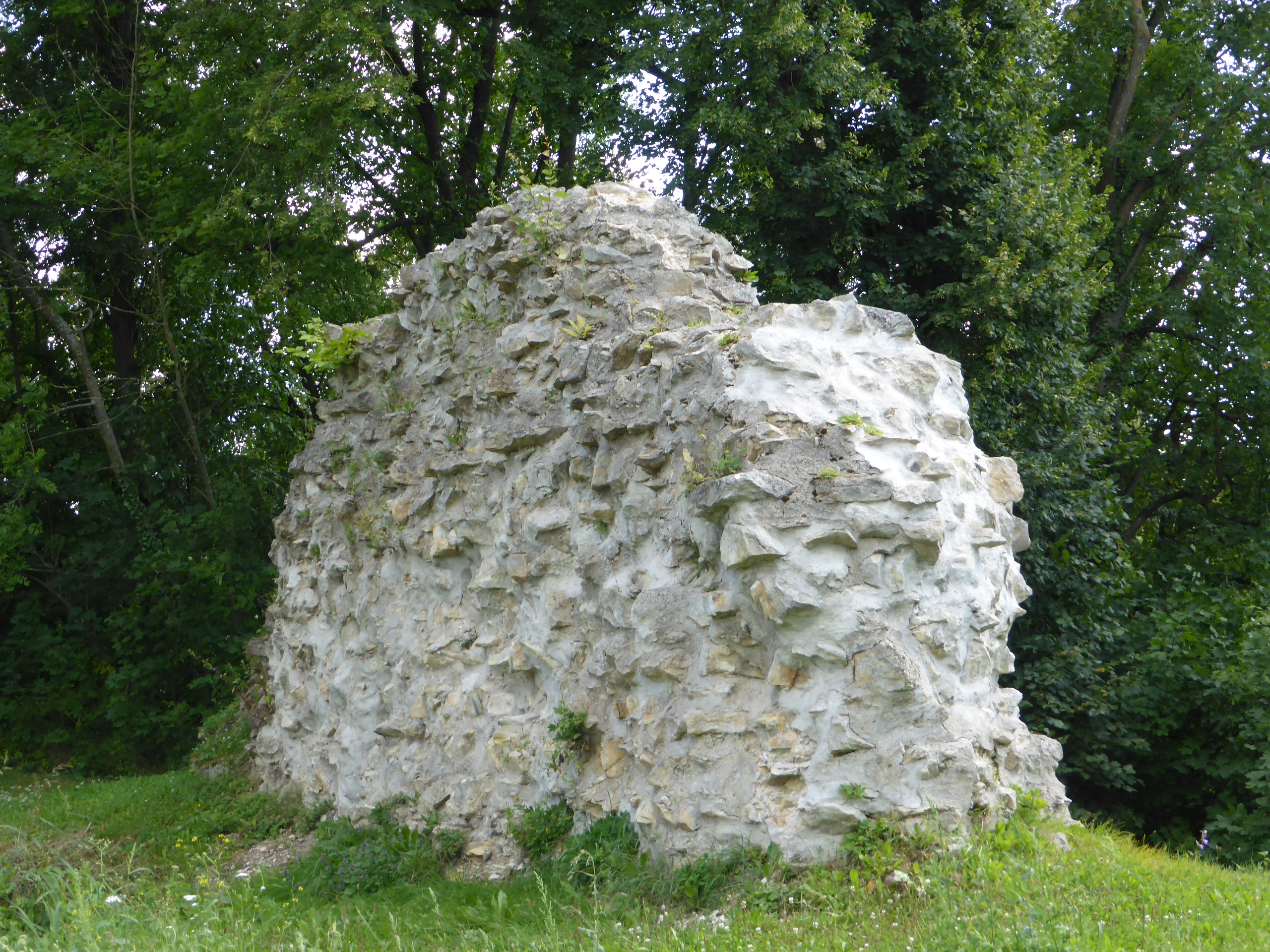
Reste der Burgmauer am Burgareal
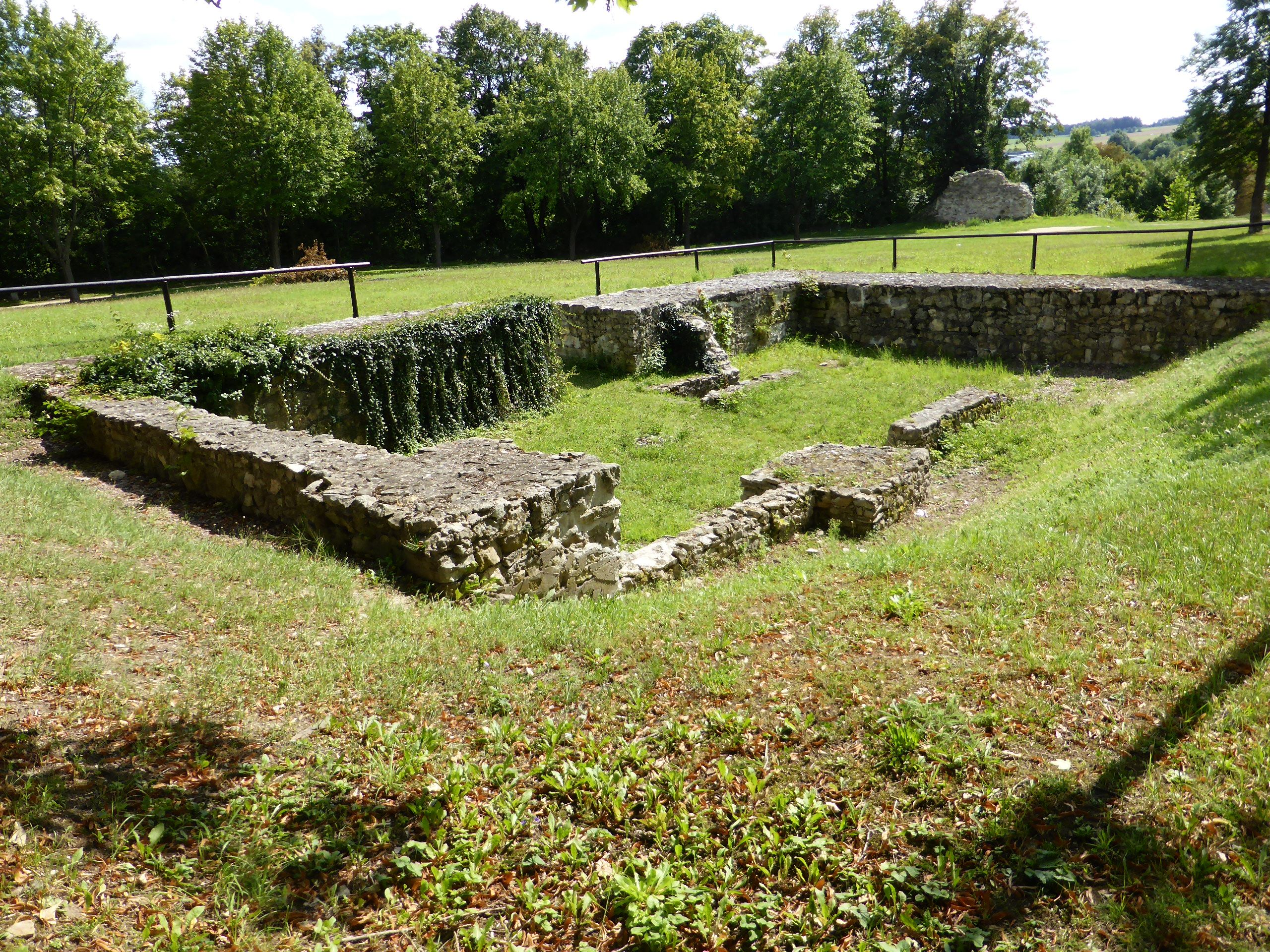
Reste des Pflegerhauses am Burgareal
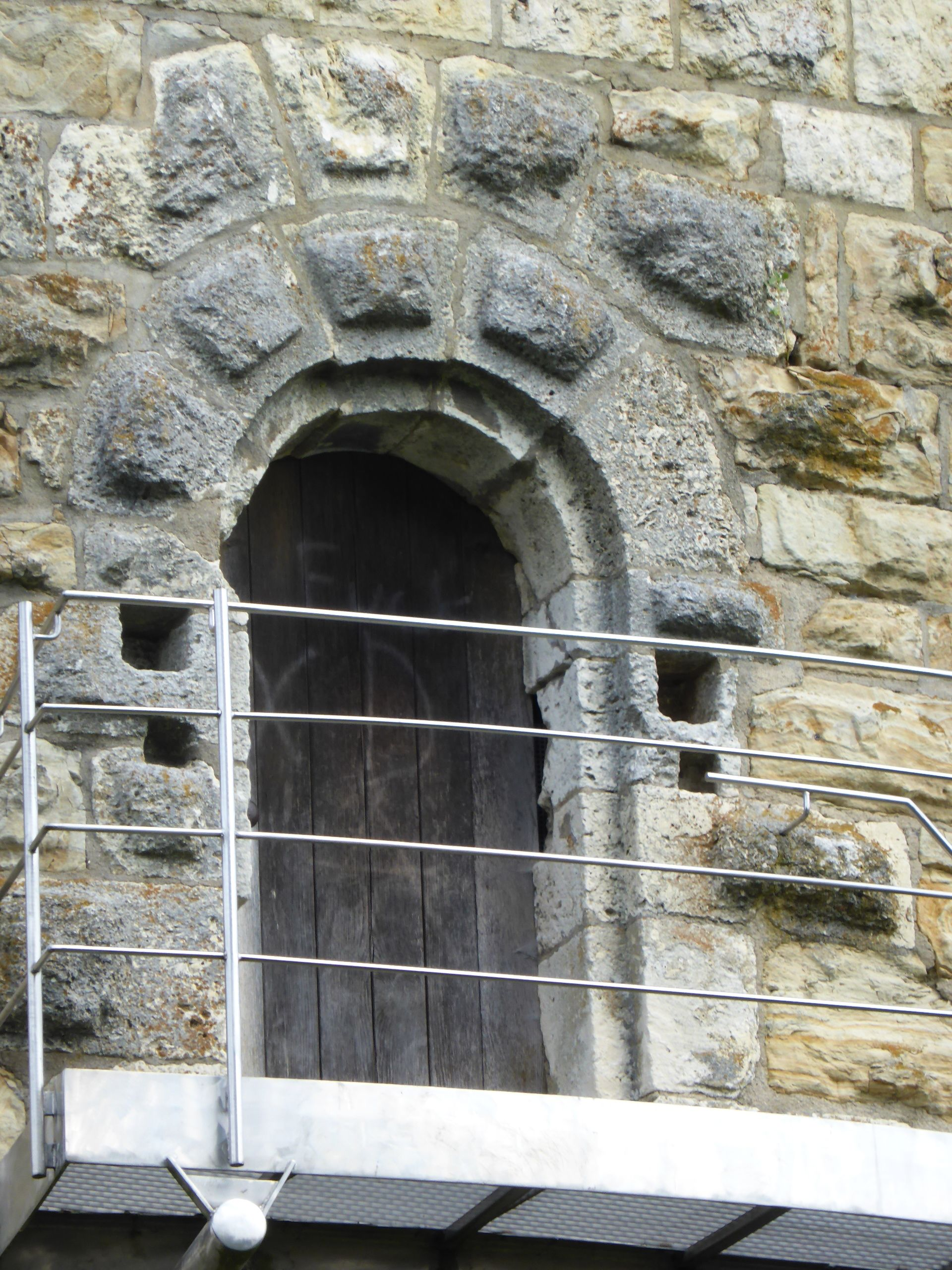
Eingang zum Heinrichsturm
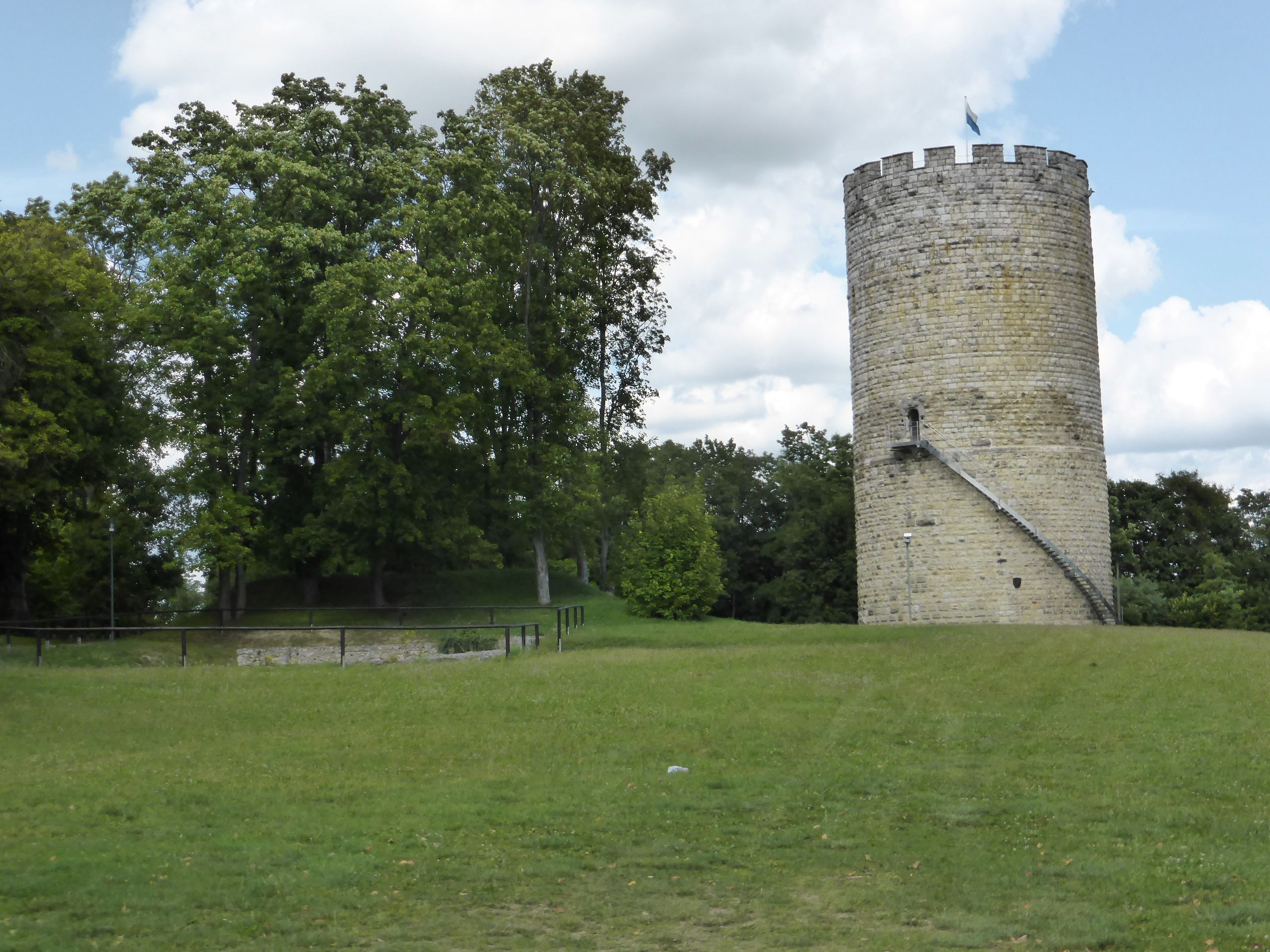
Heinrichsturm

## Burg Abbach (Heinrichsturm) einst und jetzt
Der Stich von Michael Wening von 1721 zeigt auf dem Schlossberg von Bad Abbach ein von einer Mauer umfasstes Burgareal, aus dem der Bergfried, der sogenannte Heinrichsturm, hervorragt. Daneben ist in dem Burgareal noch ein Haus zu erkennen, vermutlich der damalige Pflegersitz. Außerhalb der Burg, aber geschützt durch eine Mauer, ist eine Kirche zu erkennen. Unterhalb des Schlossberges breitet sich der Markt Abbach aus.
Der Bergfried der Burg Abbach ist heute noch erhalten. Es ist ein Rundturm aus unregelmäßigem Quadermauerwerk mit grober Bossierung aus der Zeit um 1220/1230. Der 27 Meter hohe spätromanische Turm besitzt ein viereinhalb Meter mächtiges Mauerwerk aus Bruchstein, das außen von Buckelquadern aus Bad Abbacher Grünsandstein und Kalksandstein verkleidet ist. Der Zinnenkranz des Turmes wurde erst in der zweiten Hälfte des 19. Jahrhunderts aufgesetzt. In einer Höhe von 10 m befindet sich ein rundbogiger Hocheingang, zu dem man mittels einer Holzleiter gelangte. Vor der Öffnung ragen zwei Kragsteine aus der Mauer; es war vermutlich hier eine breite Stufe angebracht. Im Inneren des Turmes befinden sich zwei übereinander gelegene achteckige Kammern mit Helmgewölbe. Auch Reste der Ringmauer der Burg sind noch erhalten geblieben.